# 5741 Akanemaruta
5741 Akanemaruta è un asteroide della fascia principale. Scoperto nel 1989, presenta un'orbita caratterizzata da un semiasse maggiore pari a 2,8651756 UA e da un'eccentricità di 0,1031058, inclinata di 3,23278° rispetto all'eclittica.
L'asteroide è dedicato ad Akane Maruta, una bambina amante dell'astronomia morta in un incidente stradale a dieci anni e alla cui memoria è stato intitolato l'Osservatorio Akane.